# مها الجابري
مها الجابري (1932- 1982 م) مطربة سورية من حلب، صاحبة صوت جميل قوي مكنها من أداء أصعب قوالب الغناء العربي مثل الدور والقصيدة، لحَّن لها كبارُ الملحنين السوريين والمصريين، اشتَهَرت في الستينيات والسبعينيات من القرن الماضي، ولقِّبت بـ (أم كلثوم سورية)، و(سلطانة الطرب).

## ولادتها ونشأتها
وُلدت مها الجابري في حلب الشهباء عام 1932م، واسمها الحقيقي (مُيسَّر بنت عادل الجابري).
تعلَّمت العزفَ على العود وحفظت الكثير من الشعر العربي، وتعلَّمت الغناء على أيدي أساتذة الطرب بحلب، وأجادت غناء الموشحات والأدوار الطربية الصعبة، وهي تتمتع بصوت قوي رخيم، واشتَهَرت في حِقبة الستينيات والسبعينيات، ولحَّن لها كبارُ الملحنين في سورية ومصر، ولحَّن لها أيضًا ملحنون من معظم الدول العربية، ولها العديد من التسجيلات في إذاعة دمشق وحلب، ولقِّبت بـ (أم كلثوم سورية)، و(سلطانة الطرب).
يعود الفضلُ في اكتشاف موهبتها إلى الفنان شاكر بريخان، فقد كانت تمارسُ الغناء على سبيل الهواية في السهَرات العائلية ومع صديقاتها، وفي عام 1956م كان شاكر بريخان يعمل في الإخراج الإذاعي في إذاعة حلب، وكان يخرج برنامج (سهرة ميكرفون)، يقدِّم فيه ذوي المواهب الغنائية من الهواة، وكان يشرف على الجانب الموسيقي فيه عزيز غنَّام وإبراهيم جودت، ووصل إلى مسامعهم جمالُ صوت مُيسَّر الجابري، فزارها الثلاثة في منزلها، وأقنعوها بالمشاركة في البرنامج، وقبلت وشاركت، وكانت منه انطلاقتها الفنية، بعد أن أطلقوا عليها اسمها الفني (مها الجابري).

## انطلاقتها الفنية
بدأت نشاطها الفني في إذاعة حلب، فقدَّمت بعضَ الأغنيات من تلحين الموسيقيين الحلبيين، ومع افتتاح التلفاز السوري عام 1960م، انتقلت إلى دمشق لتقدِّم غناءها في الإذاعة والتلفزة، وكان أولَ لقاء لها مع الملحِّن سليم سروة الذي كان أولَ من تعاون معها لتكون مطربةً مرموقةً وتتقدَّم إلى الصفوف الأولى في عالم الطرب السوري، إلى جانب المطرب صباح فخري ومحمد خيري ومصطفى ماهر، لتشدوَ بصوتها الساحر أعذبَ الأغنيات والموشحات والقصائد والقدود الحلبية.
مثَّلت مها الجابري سورية في المهرجانات الغنائية العربية والعالمية، فنالت النجاح والإعجاب وشهادات التقدير؛ تقديرًا لفنها الراقي، ولما قدَّمته للحركة الفنية في سورية من عطاء وجهد متميزين.
كانت ترفض غناء الألحان المبتذلة والتجارية، كما كانت ترفض دائمًا الغناء في الملاهي الليلية الرخيصة، وكانت صادقةً مع نفسها حريصةً على فنها الرفيع المستوى ومسيرتها الراقية.

## أعمالها الفنية
من أشهر أغنيات مها الجابري: (شو بيصعب عليّ) كتب كلماتها نظمي عبد العزيز ولحنها إبراهيم جودت، وحققت نجاحًا كبيرًا، وأغنية (كتير علينا لو حبينا) وهي من الأغاني السورية الطربية المميزة. و(أفديه إن حفظ الهوى) شعر كمال الدين بن النبيه، وكان أبو العلا محمد لحنها وغناها بصوته في العشرينيات من القرن العشرين، ثم غنتها أم كلثوم بعد ذلك، وأداء مها الجابري للقصيدة لا يقلُّ روعةً وإتقانًا عن أدائهما. وغنت من كلمات ولحن ياسر المالح أغنيتين هما (أمي)، و(عندما كنت صغيرة).
عندما استمع الملحن المصري سيد مكاوي إلى صوتها أعجب به، فلحن لها قصيدة (موطن النجوم) شعر بدوي الجبل، عام 1977م في إحدى زياراتها إلى القاهرة. ومن أغانيها (بالله يا دار) من الشعر القديم، ألحان محمد محسن، و(أنت يا حبيبي) كلمات عدنان قيطاز ولحن سليم سروة. وغنت لأمير البزق محمد عبد الكريم لحن (يللي قلبي ما نساك) كلمات محمد علي حمادة، و(يا عاشقي) كلمات ياسر المالح ولحن سليم سروة. وغنت (باز في نهر) وهو لحن خليجي كلمات خالد العيان ولحن محمود الكويتي. ولحَّن لها الملحن اللبناني بهاء الدين الروَّاس أغنية (قلب الصخر حنَّ ولان).
ومن أغاني مها الجابري (الحبايب) التي أعاد غناءها المطرب جورج وسوف بتوزيع جديد، وكانت من الأغاني التي أسهمت في إطلاقه بقوة.
وشاركت في السنما المصرية عندما ظهرت في فِلم (لقاء في الغروب) عام 1960م، وغنَّت فيه أغنية (فين يا قلبي حبيبي فين اتأخَّر ليه) من كلمات مأمون الشناوي، وألحان بليغ حمدي، وبطولة رشدي أباظة ومريم فخر الدين.
أصدرت الهيئةُ العامة لدار الأسد للثقافة والفنون في دمشق أسطوانة لها ضمن سلسلة أعلام الموسيقا والغناء في سورية؛ تكريمًا لها، وتحتوي على أهم أغانيها.

## أغانيها
- كتير علينا لو حبينا
- الحبايب
- شو بيصعب عليَّ
- أفديه ان حفظ الهوى
- عندما كنت صغيره
- بالله يا دار
- باز في نهر
- امي
- يا عاشقي
- موطن النجوم
- قلب الصخر

## وفاتها
توفيت مها الجابري يوم الثلاثاء 28 شوال 1402هـ الموافق 17 أغسطس (آب) 1982م.

## وصلات خارجية
- مها الجابري.. مطربة حلب المنسيَّة التي رحلت بصمت | رقصة ستي - تقديم سمر كوكش